# Степанёнское (сельское поселение)
Степаненское — упразднённое муниципальное образование со статусом сельского поселения в Кезском районе Удмуртии Российской Федерации.
Административный центр — деревня Степанёнки.
Законом Удмуртской Республики от 26 апреля 2021 года № 29-РЗ к 9 мая 2021 года упразднено в связи с преобразованием муниципального района в муниципальный округ.

## История
Статус и границы сельского поселения установлены Законом Удмуртской Республики от 19 ноября 2004 года № 66-РЗ «Об установлении границ муниципальных образований и наделении соответствующим статусом муниципальных образований на территории Кезского района Удмуртской Республики».

## Население
| 2010 | 2012 | 2013 | 2014 | 2015 | 2016 | 2017 |
| ---- | ---- | ---- | ---- | ---- | ---- | ---- |
| 743  | ↘725 | ↘722 | ↘710 | ↘702 | ↘673 | ↘664 |
| 2018 | 2019 | 2020 |      |      |      |      |
| ↘637 | ↘627 | ↘612 |      |      |      |      |

## Состав сельского поселения
| №  | Населённый пункт | Тип населённого пункта          | Население |
| -- | ---------------- | ------------------------------- | --------- |
| 1  | Абросята         | деревня                         | →3        |
| 2  | Анюшино          | деревня                         | ↘5        |
| 3  | Архипово         | деревня                         | →0        |
| 4  | Балуй            | деревня                         | ↘14       |
| 5  | Гавшино          | деревня                         | ↘15       |
| 6  | Егоры            | деревня                         | ↘15       |
| 7  | Ефимята          | деревня                         | →0        |
| 8  | Ильмово          | деревня                         | →0        |
| 9  | Кагушенки        | деревня                         | ↗9        |
| 10 | Киренки          | деревня                         | ↗2        |
| 11 | Петроконово      | деревня                         | ↘19       |
| 12 | Пронята          | деревня                         | →8        |
| 13 | Саватята         | деревня                         | ↗19       |
| 14 | Сидоры           | деревня                         | ↗10       |
| 15 | Симаченки        | починок                         | →5        |
| 16 | Степанёнки       | деревня, административный центр | ↘355      |
| 17 | Сурдовай         | деревня                         | ↘54       |
| 18 | Тимены           | деревня                         | ↘184      |
| 19 | Фарафоново       | деревня                         | ↗6        |
| 20 | Юклята           | деревня                         | ↘2        |